# Der Papyrus des Cäsar
Der Papyrus des Cäsar (französischer Originaltitel: Le Papyrus de César) ist der 2015 erschienene, 36. Band der Asterix-Reihe. Er wurde von Jean-Yves Ferri geschrieben und von Didier Conrad gezeichnet. Der Band ist somit der zweite ohne Beteiligung der Schöpfer der Serie, Goscinny und Uderzo. Er sollte ursprünglich den Titel Cäsars Geheimnis tragen.

## Handlung

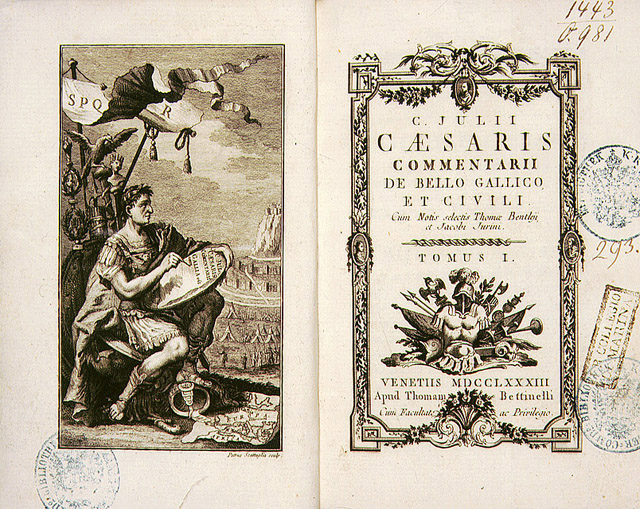
Buchausgabe von De bello Gallico aus dem Jahr 1783

Den Rahmen für die Handlung bildet das reale Werk De bello Gallico, in dem Cäsar seine erfolgreichen Feldzüge gegen die Gallier beschreibt. Es enthält im Comic allerdings das fiktive Kapitel „Rückschläge im Kampf gegen die unbeugsamen Gallier in Aremorica“, womit das gallische Dorf von Asterix und Obelix, den beiden Helden der Comicreihe, gemeint ist. Im Einverständnis mit Cäsar lässt sein römischer Verleger Syndicus diese Passage entfernen.
Der numidische Schreiber Bigdatha gibt allerdings eine Abschrift der unzensierten Version an den gallischen Kolporteur Polemix weiter, der diese für den Band titelsetzende Schriftrolle in das Dorf von Asterix und Obelix trägt. Häuptling Majestix findet die Lüge, dass „ganz Gallien“ unter römischer Herrschaft stehe, zunächst weniger schlimm, eher amüsiert sie ihn und er denkt darüber nach, einen eigenen Text zu verfassen, der die Sache richtigstellt. Seine Ehefrau Gutemine drängt ihn aber, die Unwahrheit zu bekämpfen. Asterix, Obelix und der Druide Miraculix gehen in den Karnutenwald und geben die Papyrusrolle mit der unzensierten Version von De bello Gallico weiter an Archaeopterix, den Hüter des gallischen Wissens im Rahmen der mündlichen Überlieferung.
Syndicus versucht, das Leck durch Spionage zu vertuschen und den Papyrus zurückzuerlangen. Als seine Römer und er Polemix gefangen nehmen, drohen sie dem gallischen Dorf an, Polemix umzubringen, wenn nicht die Papyrusrolle herausgegeben wird. Die Gallier scheinen in Gefahr, da Asterix, Obelix und Miraculix abwesend sind. Diese werden aber rechtzeitig durch das gallische Nachrichten-Netzwerk alarmiert, das, von dem Röhrophon des Barden Troubadix ausgelöst, u. a. auf fleißiger Mundpropaganda und auf fiependen Eichhörnchen basiert. Asterix, Obelix und Miraculix eilen zurück ins Dorf. Es kommt zu einem Kampf der Römer gegen die Gallier, in dem sich u. a. Syndicus und Polemix um die unzensierte Papyrusrolle prügeln. Plötzlich erscheint Cäsar, der Syndicus des Amtes enthebt, da er ihn mit seiner Nachlässigkeit beinahe vor dem römischen Senat blamiert hat. Im Austausch gegen Polemix und das Versprechen, dass Kolporteure nicht mehr verfolgt werden, übergibt Asterix die unzensierte Papyrusrolle an Cäsar, der zusätzlich die persönlichen Kommentare des Häuptlings Majestix zum Gallischen Krieg erhält.
Das Nachwort erzählt metafiktional die Entstehung der Asterix-Comics: Die unzensierte Variante des Bello Gallico überlebt demnach durch die Überlieferung der gallischen Druiden bis ins 20. Jahrhundert. Sie kommt „zwei talentierten Autoren zu Ohren“, die sie zur Comicreihe Asterix verwerten, wobei die Bände zu Asterix auf Korsika, Asterix bei den Briten, Asterix und der Arvernerschild, Asterix bei den Olympischen Spielen, Asterix bei den Pikten und Asterix im Morgenland (teils verdeckt) zu sehen sind.
In einer Nebenhandlung werden die Auswirkungen der Horoskope beschrieben, nach denen sich die abergläubischen Gallier richten. Obelix scheut sich danach, Römer zu verprügeln und Wildschweine zu essen, während Methusalix – zum Unwillen seiner Frau – draufgängerisch und abenteuerlustig agiert. Asterix versucht, Obelix’ Verdruss über die erhebliche Einschränkung seiner Handlungsmöglichkeiten durch eine schelmische Interpretation des Horoskops abzuhelfen. Aber erst als Obelix von Methusalix darauf hingewiesen wird, dass ihre Horoskope beim Vorlesen vertauscht worden sind, vermag Obelix wieder wie früher zu kämpfen und zu schmausen, und der enttäuschte Methusalix nimmt sich vor, weniger Wildschwein zu essen.

## Anspielungen und popkulturelle Bezüge
Der Papyrus des Cäsar enthält viele Anspielungen auf das Internet, die fortschreitende Digitalisierung, die Veröffentlichungen von WikiLeaks sowie Whistleblower. In diesem Album verfügen die Römer zur Kommunikation über ein komplexes Netz aus Brieftauben, die von zentralen Servern in die ganze Welt geschickt werden: Dies ist eine Anspielung auf das Internet sowie den Mikroblogging-Dienst Twitter (u. a. S. 12). In einem Panel ruft ein Römer aus, dass eine Taube ihren Anhang vergessen habe, was auf den Dateianhang einer E-Mail anspielt (S. 35).
Der Erfolg von De bello Gallico wird an der hohen Zahl positiver Rezensionen (wie bei einschlägigen Internetportalen) gemessen. Namen und Titelschriftarten der römischen Zeitungen Imago, TEMPUS und Roma Generalis spielen auf die BILD-Zeitung, Die Zeit und die Frankfurter Allgemeine an, inhaltlich bestehen sie jedoch nur aus Fülltext. Der im Zentrum stehende Römer Syndicus ist eine Parodie auf den französischen spin doctor Jacques Séguéla, der für seine engen Beziehungen zum französischen Präsidenten François Mitterrand bekannt ist, und Polemix („Kolporteur ohne Grenzen“ als Anspielung auf Reporter ohne Grenzen) deutet auf den australischen Whistleblower Julian Assange hin, dessen „Leaken“ geheimgehaltener Dokumente auf Wikileaks anspielt. Der Name seines Helfers Bigdatha verweist auf den einschlägigen Computerbegriff Big Data, und als lautmalerisches Wort wird anstelle von „Peng“ oder „Bumm“ u. a. der aus der drahtlosen Kommunikation bekannte Begriff „WLAN“ verwendet (S. 20). Polemix und Bigdatha überlisten u. a. zwei römische Wachmänner mit den sprechenden Namen Datenflus und Antivirus.
Der Name des Oberdruiden Archaeopterix verweist auf das Urtier Archaeopteryx, das als Bindeglied zwischen Reptilien und Vögeln angesehen wird. Die in jedem Band auftauchenden Piraten dienen für einen Kommentar zur „Informationspiraterie“ (S. 16).
Bei den beiden „talentierten Autoren“ schließlich, die den Stoff von Archaeopterix als Comic veröffentlichen, handelt es sich natürlich um die beiden Erfinder von Asterix und Obelix, nämlich René Goscinny und Albert Uderzo.
Das fiktive De-bello-Gallico-Kapitel „Rückschläge im Kampf gegen die unbeugsamen Gallier in Aremorica“ enthält Unterkapitel mit den selbstreferenziellen Namen Tour durch Gallien (spielt auf den Inhalt von Asterix-Band 6 an), Der Arvernerschild (11), Die spanische Geisel (Bd. 14), Agent Destructivus (Bd. 15), Die Trabantenstadt (Bd. 17) sowie Korsika (20).

## Rezeption
In Deutschland bekam Der Papyrus des Cäsar wohlwollende Kritiken:

„Der neue Asterix-Band ‚Der Papyrus des Cäsar‘ ist eine gelungene Kommunikationskomödie voll aktueller Anspielungen – und erklärt, wie die gesamte Saga entstanden ist. Es geht […] um politische PR, den Kampf um die Wahrheit in den Medien, investigative Recherchekartelle und um autoritäre Herrscher, die die Geschichte manipulieren. Aber keine Angst: Es bleibt auch noch lustig. Variationen der üblichen Wildschwein-, Prügel- und Zaubertrank-Witze, der typischen Szenen, gibt es natürlich auch, recht geschickt in die aktuellen Anspielungen eingefügt. Das bewährte Rezept: für alle was dabei. Und sehr distinkt und zugleich schwungvoll gezeichnet […] Der eigentliche Clou dieses neuen Bandes ist, dass er die Entstehung des gesamten Asterix-Mythos neu erklärt – ein wenig wie die späteren ‚Star-Wars‘-Filme, die an den Anfang der Saga gehen […] Diese investigative Recherche hat sich wirklich mal gelohnt.“

„Für das neue Werk scheinen sich Ferri und Conrad ein bisschen mehr vorgenommen zu haben, sie trauen sich weiter vor. So hat ihre Geschichte einen hohen Gegenwartsbezug, ist aber gleichzeitig absolut glaubwürdig im altbekannten gallisch-römischen Universum verankert. Ferri und Conrad bringen mit dem neuen Band wieder Schwung und Esprit in die Serie. Die Späße sind weniger altbacken und klischeehaft, wobei viel Wortwitz auch in Klaus Jökens Übersetzung erhalten bleibt. Asterix bleibt zwar für immer im Jahr 50 vor Christus, doch jetzt scheint er endlich in diesem Jahrtausend angekommen zu sein.“

## Sonstiges
Inhalte von Cäsars Werk De bello Gallico wurden bereits in Band 24, Asterix bei den Belgiern, thematisiert. Darin will Häuptling Majestix nicht auf sich sitzen lassen, dass Cäsar zu Beginn des Buches die Belgier als den tapfersten Stamm Galliens bezeichnet.